# Anagraphis karamola
Espèce
Anagraphis karamola est une espèce d'araignées aranéomorphes de la famille des Gnaphosidae.

## Distribution
Cette espèce est endémique de l'oblys du Turkestan au Kazakhstan,. Elle se rencontre dans le désert du Kyzylkoum sur le mont Karamola.

## Description
Le mâle holotype mesure 5,5 mm et la femelle paratype 4,1 mm, les mâles mesurent de 3,9 à 5,9 mm.

## Systématique et taxinomie
Cette espèce a été décrite par Nekhaeva en 2024.

## Étymologie
Son nom d'espèce lui a été donné en référence au lieu de sa découverte, le mont Karamola.

## Publication originale
- Nekhaeva, Kim & Yeszhanov, 2024 : « New data on the spider fauna (Arachnida: Aranei) of the East Kyzylkum Desert, Kazakhstan. » Arthropoda Selecta, vol. 33,  no 3, p. 391-405.